# Hervormde kerk (Randwijk)
De Hervormde kerk is een kerkgebouw in het Nederlandse dorp Randwijk, provincie Gelderland. De kerk wordt gebruikt door de Hervormde Gemeente Randwijk.

## Geschiedenis
Uit opgravingen is naar voren gekomen dat er oorspronkelijk een 12e-eeuws tufstenen zaalkerkje stond. Dit kerkje had een versmald rechthoekig koor, en het schip was even breed als de huidige middenbeuk. Waarschijnlijk werd dit kerkje in de 13e eeuw vernieuwd of hersteld in baksteen. In de 15e eeuw werd hier een toren aan toegevoegd. Eind 15e eeuw zullen het oude schip en koor zijn vervangen door nieuwbouw.
De oudste vermelding van de kerk dateert uit 1395, als de kerk wordt vermeld op de lijst van de Utrechtse domfabriek. De kerk bezat een vicarie voor de heilige Antonis en voor Onze Lieve Vrouwe.
Tijdens de reformatie in de 16e eeuw ging de kerk over in protestantse handen. In 1614 werd er nog geageerd tegen de relikwieën die in de kerk van Randwijk aanwezig waren.
In 1901 brandde de kerk uit. In 1925 volgden grootschalige verbouwingen, waarbij de pijlers in het schip op twee na werden afgebroken en de oorspronkelijke vier spitsbogige scheibogen werden vervangen door rondbogen. Er werden dienstvertrekken gemaakt door muren aan te brengen in het schip en de zijbeuken. Ook werd een deel van de zijmuren verhoogd met topgevels, zodat er grotere ramen en dus meer lichtinval mogelijk werd.
In de winter van 1944-1945 blies de Duitse bezetter de toren op. Hierbij werd ook het schip verwoest. De preekstoel kon worden gered, maar is niet gerestaureerd en is vermoedelijk nog tijdens dezelfde winter opgebrand.
Na de oorlog werd het koor gerestaureerd en in 1953 kwam het nieuwe schip gereed. De in 1925 weggehaalde pijlers waren hierbij weer teruggeplaatst, maar de zijbeuken waren wel smaller uitgevoerd dan oorspronkelijk het geval was. De fundering van de oude muren van de zijbeuken is aan de buitenzijde nog zichtbaar in de vorm van stoepen.

## Beschrijving
Het koor is het enige overgebleven deel van de middeleeuwse kerk en dateert uit de 15e eeuw. Het bestaat uit één travee, wordt door vijf zijden afgesloten en heeft een vlakke houten zoldering. Het dak is bekleed met leisteen.
Het in 1953 opgeleverde schip is in quasi-gotische stijl gebouwd. Het met leisteen beklede dak heeft een dakruiter. Aan de westzijde is een uitgebouwd portaal.
De kerk heeft een orgel dat in 1956 is gebouwd door firma De Koff.